# Eberhard Panitz

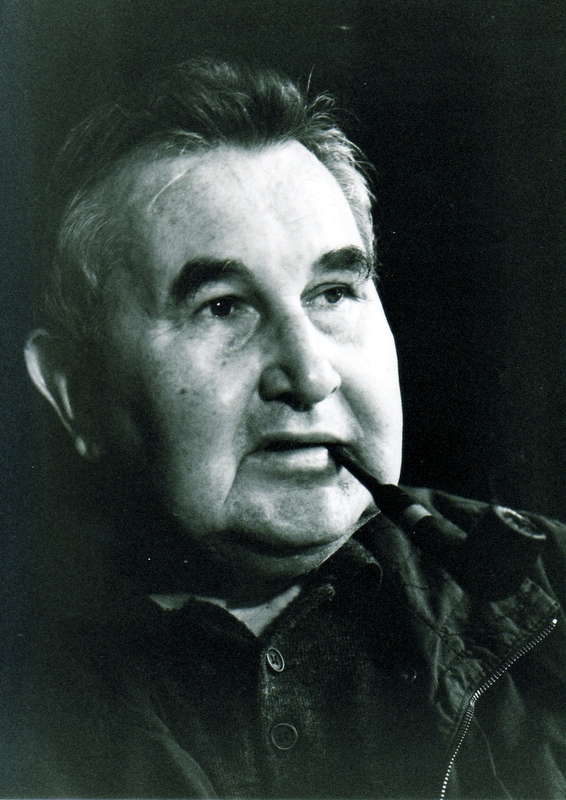
Eberhard Panitz

Eberhard Panitz (* 16. April 1932 in Dresden; † 1. Oktober 2021 in Berlin) war ein deutscher Schriftsteller, Drehbuchautor, Lektor und Publizist, der sowohl epische Werke als auch Reportagen, Hörspiele und Drehbücher zu Kino- und Fernsehfilmen verfasst sowie zwei Erzählbände herausgegeben hat, die eine repräsentative Auswahl kanonisierter deutscher Prosa enthalten. Panitz’ Werk lässt sich mehrheitlich der Programmatik des sozialistischen Realismus zurechnen.
Zu den Motiven seines Schaffens gehörten der Aufbau einer sozialistischen Gesellschaft in der DDR, außergewöhnliche Frauengestalten, Spionagefälle und etwa auch die alliierten Luftangriffe auf Dresden vom 13. bis 15. Februar 1945. Panitz’ schriftstellerische Produktion weist eine deutliche antifaschistische Tendenz aus.
Vom DDR-Kulturapparat wurde Panitz mehrfach mit hohen Literaturpreisen ausgezeichnet; nach dem Fall der Mauer und dem Ende der eigenständigen DDR-Literatur blieben weitere Ehrungen aus. Panitz publizierte nach der Wiedervereinigung in kleineren Verlagen, die meist auf linke Autoren spezialisiert sind.

## Leben

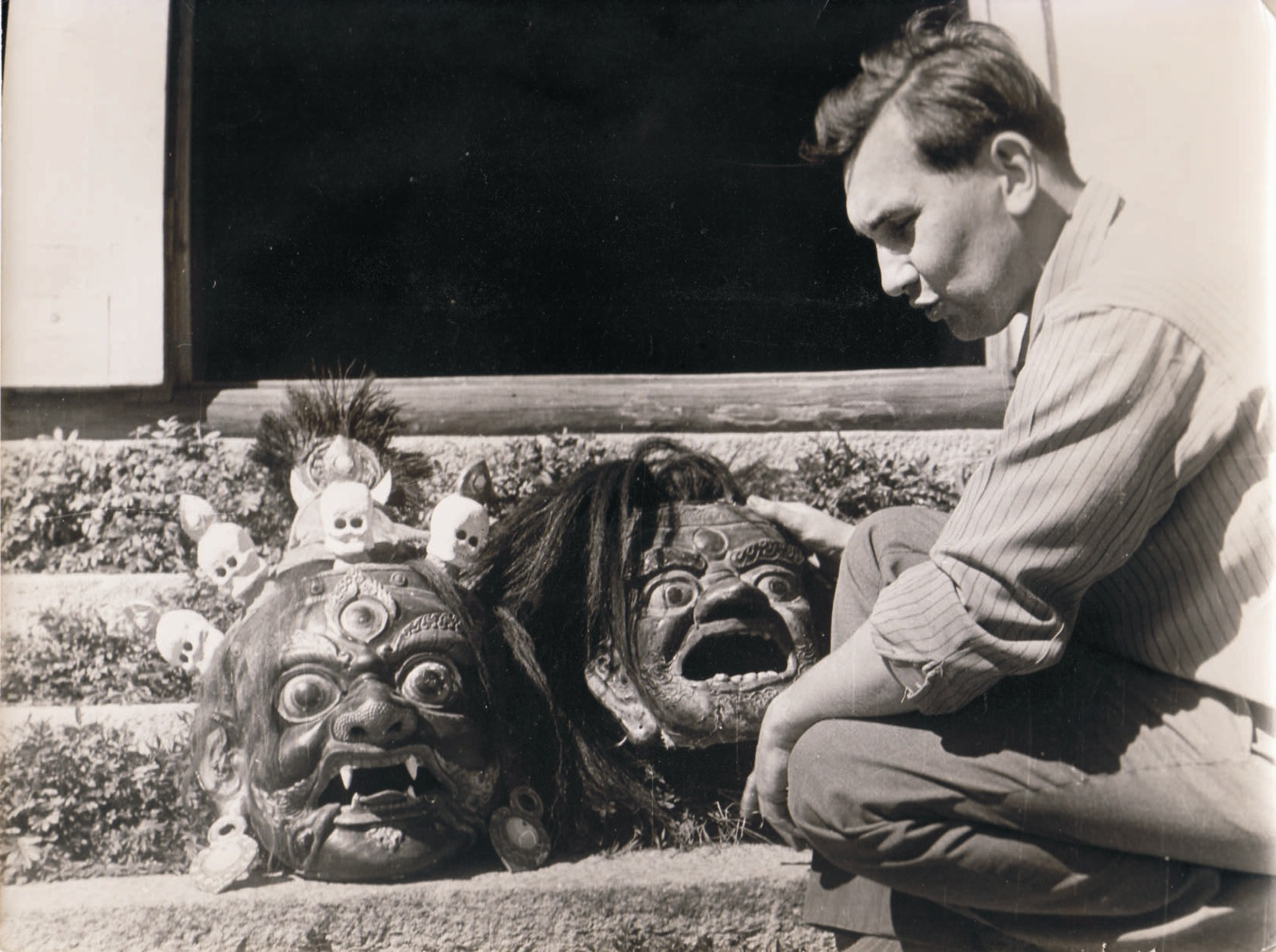
Vor einem Kloster auf einer Studienreise durch die Mongolei im Jahr 1966

Eberhard Panitz war der Sohn eines Straßenbahnschaffners und einer Verkäuferin. Er wuchs in Dresden-Trachau auf. Nach dem Abitur 1950 an der Dresdner Pestalozzi-Oberschule in Pieschen arbeitete er als Mitglied einer Jugendbrigade am Bau der Talsperre Cranzahl mit. Danach studierte er bis 1953 an der Universität Leipzig Pädagogik und Germanistik. Von 1953 bis 1960 war er Lektor im Verlag Neues Leben und im Mitteldeutschen Verlag (Halle).  1958 trat er dem Deutschen Schriftstellerverband bei, dem er bis zu dessen Auflösung 1990 angehörte.
Panitz unternahm zahlreiche Reisen in sozialistische Staaten wie Vietnam, Kuba und die Mongolei und auch eine mehrmonatige Reise durch die USA.
Panitz war Mitglied des Marxistischen Forums der Partei Die Linke. Er lebte als freier Schriftsteller in Berlin-Grünau, wo er Anfang Oktober 2021 im Alter von 89 Jahren starb. Seine letzte Ruhestätte erhielt Eberhard Panitz auf dem dortigen Waldfriedhof.

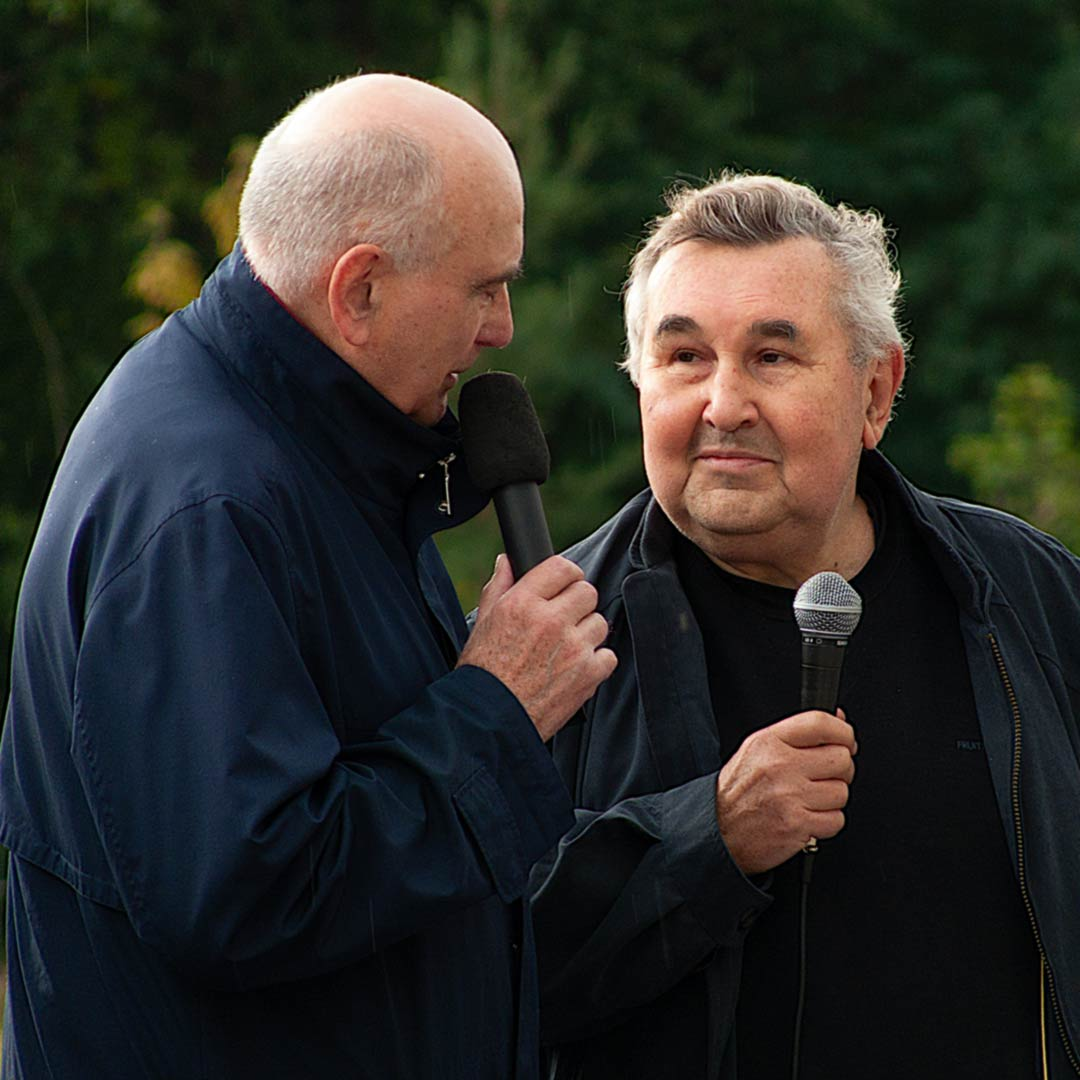
Eberhard Panitz wird 2008 von Heinz Florian Oertel interviewt

## Preise und Auszeichnungen
- 1956 Jugendbuchpreis der DDR
- 1971 Heinrich-Greif-Preis

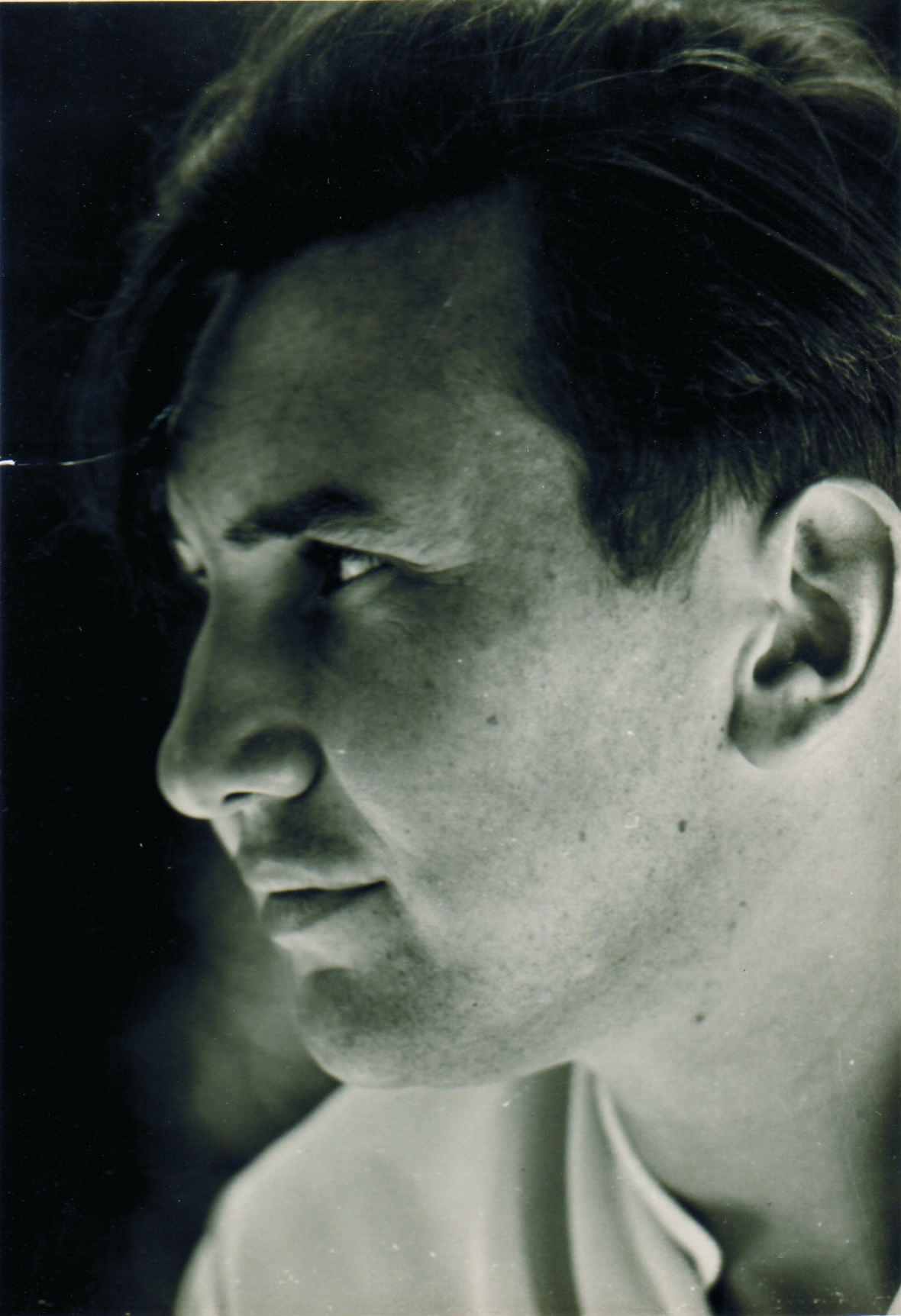
Eberhard Panitz (1962)

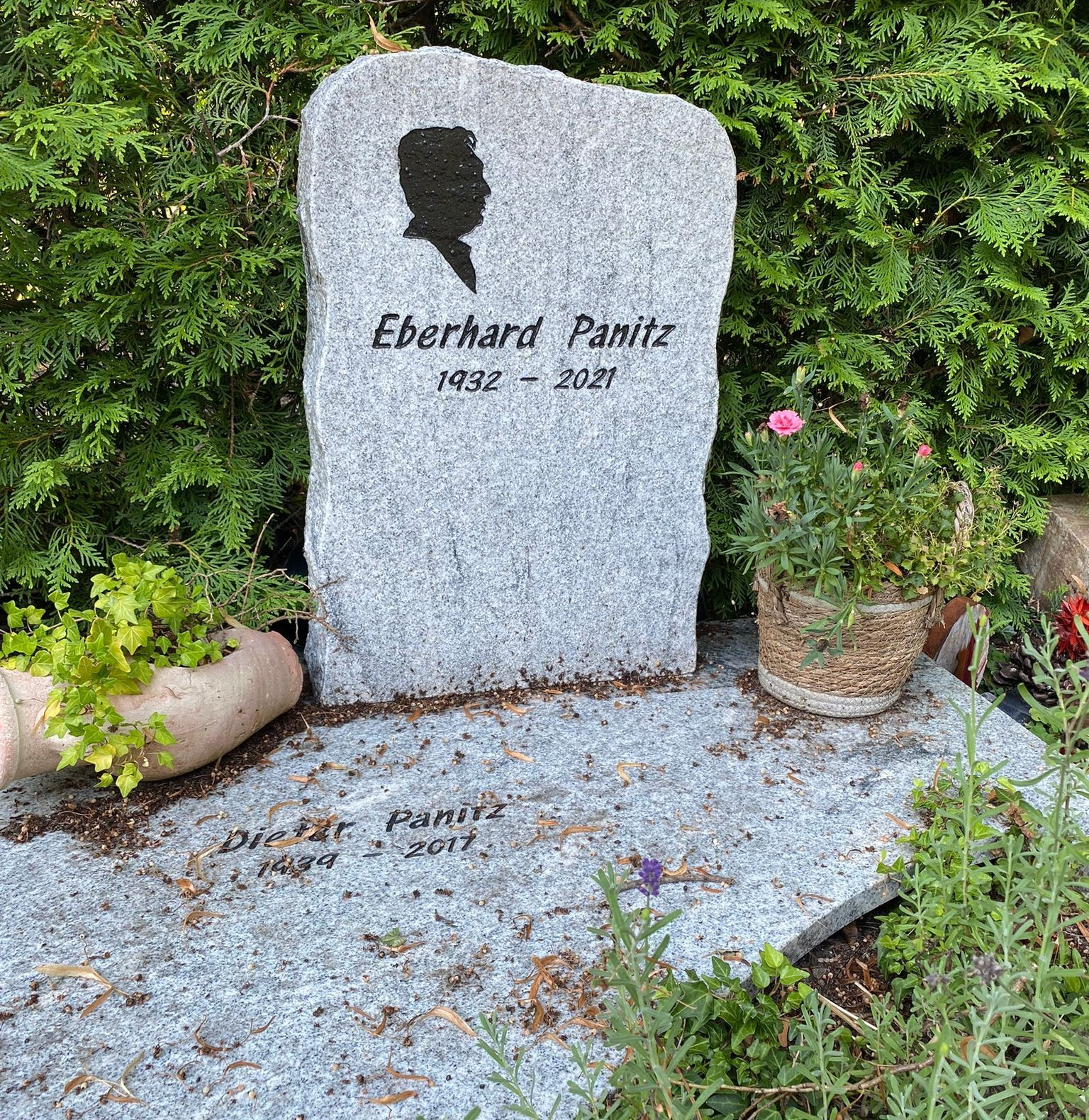
Grabstätte auf dem Waldfriedhof Grünau

- 1973 Literaturpreis des Demokratischen Frauenbunds Deutschlands
- 1976 Heinrich-Mann-Preis
- 1976 Heinrich-Greif-Preis (erneut)
- 1977 Nationalpreis der DDR
- 1982 Goethepreis der Stadt Berlin
- 1984 Kunstpreis des FDGB
- 1985 Vaterländischer Verdienstorden der DDR

## Werke

### Buchveröffentlichungen
- Käte. Berlin 1955.
- Flucht. Berlin 1956.
- Verbrechen am Fluß. Berlin 1957.
- In drei Teufels Namen. Berlin 1958.
- Die Feuer sinken. Berlin 1960, Schkeuditz 2000[4]
- Die Verhaftung. Berlin 1960.
- Das Mädchen Simra. Halle 1961.
- Das Gesicht einer Mutter. Halle (Saale) 1962.
- Cristobal und die Insel, 5 Novellen, auch einzeln veröffentlicht (Cristobal und die Insel, Der Stierkopf, Senator Santes, Die Nacht in La Corona, Der Sprung vom Heiligen Fisch). Berlin 1963.
- Die kleine Reise. Halle (Saale) 1965.
- Der siebente Sommer. Halle (Saale) 1967.
- Unter den Bäumen regnet es zweimal. Halle (Saale) 1969.
- Die sieben Affären der Doña Juanita. Halle (Saale) 1972.
- Der Weg zum Rio Grande. Berlin 1973.
- Die unheilige Sophia. Halle (Saale) 1974, 2007.[5]
- Absage an Viktoria. Halle (Saale) 1975.
- Unerlaubte Entfernung. Berlin 1976.
- Die Moral der Nixe. Halle (Saale) 1978.
- Gesichter Vietnams. Berlin 1978 (Fotos Thomas Billhardt)
- Meines Vaters Straßenbahn. Halle (Saale) 1979, Dresden 1996[2][6]
- Die verlorene Tochter. Halle (Saale) 1979.
- Mein lieber Onkel Hans. Halle (Saale) 1982.
- Eiszeit. Halle (Saale) 1983.
- Phosphorblume. Berlin 1985.
- Viktoria. Halle (Saale) 1985.
- Leben für Leben. Halle (Saale) 1987.
- Frau mit dunkler Brille. Halle (Saale) 1989.
- mit Klaus Huhn: Mein Chef ist ein Wessi. Berlin 1992.
- Rübezahl. Berlin 1992.
- Tatort Köpenick. Berlin 1993.
- Das Lächeln des Herrn O. Berlin 1994.
- mit Klaus Huhn: Ossiland ist abgebrannt. Berlin 1994.
- Verhör im Café. Schkeuditz 1996.
- Comandante Che, Berlin 1997.
- Jorge Amados Einmischung. Berlin 1998.
- Villa Sonnenschein und der siebzehnte Juni. Berlin 1998.
- Die grüne Aue des Alten Fritz. Schkeuditz 1999.
- mit Klaus Huhn: Himmlischer Briefwechsel über ein versunkenes Land. Berlin 1999.
- Spielplatz in D. Berlin 2001.
- Frauengeschichten aus der DDR. Schkeuditz 2002.
- Cuba, mi amor. Berlin 2004.
- Käthe Kollwitz und das verschwundene Bild. Berlin 2005.
- Der geheime Rotbannerorden. Böklund 2006, ISBN 3-939828-04-1.
- Die unheilige Sophia. überarbeitete und erweiterte Neu-Edition, Böklund 2007, ISBN 978-3-939828-08-2.
- Comandante Che. überarbeitete, um Fotos ergänzte Neu-Edition, Böklund 2007, ISBN 978-3-939828-12-9.
- Deutschland hin und zurück. Neu-Edition von Die kleine Reise. um Nachtrag zur historischen Einordnung ergänzt, Böklund 2008, ISBN 978-3-939828-20-4.
- Dresdner Novelle 1989. verlag am park in der edition ost, Berlin 2009, ISBN 978-3-89793-232-6.
- Geheimtreff Banbury – Wie die Atombombe zu den Russen kam. 2. Auflage. Das Neue Berlin, Berlin 2009, ISBN 978-3-360-01977-6.[7]
- Tagebuch der totgesagten Dichter. verlag am park in der edition ost, Berlin 2013, ISBN 978-3-89793-300-2.
- Das Trümmerhaus der Träume. verlag am park in der edition ost, Berlin 2015, ISBN 978-3-945187-20-3.
- Frau im Dämmerlicht. verlag am park in der edition ost, Berlin 2016, ISBN 978-3-945187-57-9.
- Eiszeit. Eine unwirkliche Geschichte, Neufassung 2016, Verlag Wiljo Heinen, Berlin/Böklund 2016, ISBN 978-3-95514-028-1.[8]
- Comandante CHE. Biografische Skizze. Mit einem Vorwort von Tobias Salin. Verlag Wiljo Heinen, Berlin/Böklund 2018, ISBN 978-3-95514-035-9.

### Filmografie
- 1967: Der Revolver des Corporals
- 1970: Absage an Albert Lachmuth
- 1970: Netzwerk (Szenarium mit Ralf Kirsten; Regie: Ralf Kirsten)
- 1972: Der Dritte (literarische Vorlage; Regie: Egon Günther)
- 1973: Die sieben Affären der Doña Juanita (vierteiliger Fernsehfilm)
- 1974: Die unheilige Sophia (literarische Vorlage; Drehbuch mit Manfred Wekwerth; Regie: Manfred Wekwerth)
- 1977: Absage an Viktoria (literarische Vorlage; Drehbuch; Regie: Celino Bleiweiß)
- 1980: Meines Vaters Straßenbahn (literarische Vorlage; Drehbuch; Regie: Celino Bleiweiß)
- 1981: Die Heimkehr der Madonna (literarische Vorlage)
- 1984: Mein lieber Onkel Hans (literarische Vorlage; Regie: Dagmar Wittmers)

### Hörspiele
- 1963: Senor Santes
- 1965: Der Sprung vom Heiligen Fisch
- 1965: Der Stein der Weisen
- 1977: Ich bin nicht Christus. Monolog über William L. Calley

### Herausgeberschaft
- mit Karl-Heinz Berger: Deutsche Meistererzählungen des 19. Jahrhunderts. Berlin.
  - 1. Johann Wolfgang Goethe, Heinrich von Kleist, Joseph von Eichendorff, Jeremias Gotthelf, Franz Grillparzer, Gottfried Keller. 1954.
  - 2. Otto Ludwig, Eduard Mörike, Theodor Storm. 1954.